# スルーオゴールド
スルーオゴールド (Slew o'Gold) は、アメリカ合衆国で競走馬、種牡馬として活躍した馬である。半兄に1979年のベルモントステークスなどを制したコースタル (Coastal) がいる。

## 略歴

### 競走馬時代
1982年（2歳）にアケダクト競馬場でのデビュー戦で初勝利を挙げ、その後は2戦して1勝している。
1983年（3歳）、この年4走目となったウッドメモリアルステークスを制し、G1初勝利を挙げたが、続くケンタッキーダービーは3着だった。ピーターパンステークス (G3) を12馬身差で圧勝して挑んだベルモントステークスでは、1番人気に支持されるが2着だった。その後G1を2走し、迎えたウッドワードステークスを鼻差で制し、G12勝目を挙げた。次走のマールボロカップハンデキャップこそ2着となるが、続くジョッキークラブゴールドカップを制しG13勝目を挙げ、この年のエクリプス賞3歳牡馬チャンピオンに選出された。
1984年（4歳）、7月にベルモントパーク競馬場での一般競走を制し、続くホイットニーハンデキャップ、ウッドワードステークス、マールボロカップハンデキャップ、ジョッキークラブゴールドカップとG1を4連勝、前年のジョッキークラブゴールドカップから6連勝を達成した。しかし、その後のブリーダーズカップ・クラシックではワイルドアゲインに敗れ連勝がストップし、この競走を最後に引退することになった。なお、この年はエクリプス賞古牡馬チャンピオンに選出された。

### 種牡馬時代
1985年より種牡馬として繋養され、以後2002年（22歳）の引退まで種牡馬として活動した。
種牡馬引退後はスリーチムニーズファームで余生を送っていたが、2007年10月14日に老衰のため安楽死処分となった。
1992年にアメリカ競馬名誉の殿堂博物館の選定により、アメリカ競馬殿堂入りを果たした。また、1999年にはアメリカの競馬情報誌ブラッド・ホースの選定による20世紀のアメリカ名馬100選において、第58位に選ばれている。

## 主な産駒
- オウインスパイアリング (Awe Inspiring) （フラミンゴステークス）日本に種牡馬として輸入
- ゴールデンオピニオン (Golden Opinion) （コロネーションステークス）
- タクティル (Tactile) （ベルデイムステークス、ガゼルステークス）
- サーティシックスレッド (Thirty Six Red) （ウッドメモリアルステークス）
- パシネッティ (Passinetti) （サンフアンカピストラーノインビテーショナルハンデキャップ）
- ドラマティックゴールド (Dramatic Gold) （メドウランズカップ）
- ドクタールート (Dr. Root) （ソードダンサーインビテーショナルハンデキャップ）
- ゴージャス (Gorgeous) （ハリウッドオークス、アッシュランドステークス、ヴァニティーインビテーショナルハンデキャップ）

## 母の父としての主な産駒
- シベリアンメドウ（2001年京王杯2歳ステークス）
- ハスフェル（2009年園田金盃）
- ポイントアシュリー (Point Ashley) （デルマーデビュータントステークス）
- アーリーパイオニア (Early Pioneer) （ハリウッドゴールドカップハンデキャップステークス）
- コナゴールド (Kona Gold) （ブリーダーズカップ・スプリント、サンカルロスハンデキャップ）
- ゴールデンバレット (Golden Ballet) （サンタアニタオークス、ラスヴァージネスステークス）ドロッセルマイヤーの母

## 血統表
| スルーオゴールドの血統（ボールドルーラー系 / Princequillo 4x5=9.38%、 Nasrullah 父内5x5=6.25%） | スルーオゴールドの血統（ボールドルーラー系 / Princequillo 4x5=9.38%、 Nasrullah 父内5x5=6.25%） | スルーオゴールドの血統（ボールドルーラー系 / Princequillo 4x5=9.38%、 Nasrullah 父内5x5=6.25%） | （血統表の出典）    | （血統表の出典） |
| 父 Seattle Slew 1974 青鹿毛 アメリカ                                                            | 父の父Bold Reasoning 1968 青鹿毛 アメリカ                                                       | Boldnesian                                                                                      | Bold Ruler          | Bold Ruler       |
| 父 Seattle Slew 1974 青鹿毛 アメリカ                                                            | 父の父Bold Reasoning 1968 青鹿毛 アメリカ                                                       | Boldnesian                                                                                      | Alanesian           |                  |
| 父 Seattle Slew 1974 青鹿毛 アメリカ                                                            | 父の父Bold Reasoning 1968 青鹿毛 アメリカ                                                       | Reason to Earn                                                                                  | Hail to Reason      | Hail to Reason   |
| 父 Seattle Slew 1974 青鹿毛 アメリカ                                                            | 父の父Bold Reasoning 1968 青鹿毛 アメリカ                                                       | Reason to Earn                                                                                  | Sailing Home        |                  |
| 父 Seattle Slew 1974 青鹿毛 アメリカ                                                            | 父の母My Charmer 1969 鹿毛 アメリカ                                                             | Poker                                                                                           | Round Table         | Round Table      |
| 父 Seattle Slew 1974 青鹿毛 アメリカ                                                            | 父の母My Charmer 1969 鹿毛 アメリカ                                                             | Poker                                                                                           | Glamour             |                  |
| 父 Seattle Slew 1974 青鹿毛 アメリカ                                                            | 父の母My Charmer 1969 鹿毛 アメリカ                                                             | Fair Charmer                                                                                    | Jet Action          | Jet Action       |
| 父 Seattle Slew 1974 青鹿毛 アメリカ                                                            | 父の母My Charmer 1969 鹿毛 アメリカ                                                             | Fair Charmer                                                                                    | Myrtle Charm        |                  |
| 母 Alluvial 1969 栗毛 アメリカ                                                                  | 母の父Buckpasser 1963 鹿毛 アメリカ                                                             | Tom Fool                                                                                        | Menow               | Menow            |
| 母 Alluvial 1969 栗毛 アメリカ                                                                  | 母の父Buckpasser 1963 鹿毛 アメリカ                                                             | Tom Fool                                                                                        | Gaga                |                  |
| 母 Alluvial 1969 栗毛 アメリカ                                                                  | 母の父Buckpasser 1963 鹿毛 アメリカ                                                             | Busanda                                                                                         | War Admiral         | War Admiral      |
| 母 Alluvial 1969 栗毛 アメリカ                                                                  | 母の父Buckpasser 1963 鹿毛 アメリカ                                                             | Busanda                                                                                         | Businesslike        |                  |
| 母 Alluvial 1969 栗毛 アメリカ                                                                  | 母の母Bayou 1954 栗毛 アメリカ                                                                  | Hill Prince                                                                                     | Princequillo        | Princequillo     |
| 母 Alluvial 1969 栗毛 アメリカ                                                                  | 母の母Bayou 1954 栗毛 アメリカ                                                                  | Hill Prince                                                                                     | Hildene             |                  |
| 母 Alluvial 1969 栗毛 アメリカ                                                                  | 母の母Bayou 1954 栗毛 アメリカ                                                                  | Bourtai                                                                                         | Stimulus            | Stimulus         |
| 母 Alluvial 1969 栗毛 アメリカ                                                                  | 母の母Bayou 1954 栗毛 アメリカ                                                                  | Bourtai                                                                                         | Escutcheon F-No.9-f |                  |